# Cystopteris regia
Cystopteris regia là một loài thực vật có mạch trong họ Woodsiaceae. Loài này được (L.) Desv. miêu tả khoa học đầu tiên năm 1827.